# Fal·libilisme
El fal·libilisme és una doctrina lògica que afirma la possibilitat que una proposició qualsevol puga ser negada, canviant el seu valor de debò, i a partir d'aquesta poder obtenir una nova discriminació precisa sobre el món conegut. Aquesta doctrina té l'origen en el lògic Charles Sanders Peirce, i forma un element fonamental del seu sistema lògic i filosòfic.
Charles Sanders Peirce la utilitzava per criticar Sòcrates: "Sòcrates (...) hauria quedat molt satisfet si l'haguessen vençut en una discussió, perquè gràcies a això hauria aprés alguna cosa", alhora que postulava amb aquesta l'exclusió total de proposicions infal·libles, això és, proposicions que es donen com a certes sense gens de marge d'error lògic.
Un altre dels proponents del fal·libilisme serà Karl Popper, que construirà la seva teoria cognitiva (el racionalisme crític) sobre pressupostos fal·libilístics, pel marge lògic de refutació que ha de tenir una proposició qualsevol dins d'una hipòtesi perquè aquesta es considere científica. Se sol confondre aquesta afirmació (el falsacionisme) amb el fet que una teoria sempre serà refutada, concepció equívoca, doncs el principi de falsació de Popper és un criteri per a exigir com seria possible exposar la falsedat d'una hipòtesi. El fal·libilisme es pot entendre com la possibilitat que qualsevol coneixement podria, en principi, ser erroni.
Consegüentment, el coneixement empíric pot ser sempre revisat per posteriors observacions, és a dir, el coneixement empíric és susceptible de successives confirmacions. La tesi "qualsevol cosa que prenem per coneixement pot possiblement convertir-se en falsa" no és lògicament equivalent a la proposició que "tot el que puguem dir és fals", proposició autocontradictòria.
La veritat empírica i la seua fal·libilitat queda dràsticament separada de la validesa formal, pròpia de les estructures abstractes de la lògica i les matemàtiques. La inducció, deia Peirce, es mou en una línia de fets homogenis fins a les seues causes, per això classifica i no explica. La deducció, en canvi, font del coneixement matemàtic i lògic, és un raonament que no pot conduir de premisses veritables a conclusions falses. Per tant, raonava Peirce, la inferència més adequada per a l'obtenció de la veritat empírica és l'abducció. A això afegia el seu pressupost fal·libilista, creant un sistema filosòfic que anomenà pragmatisme.

## Fal·libilisme moral
El fal·libilisme moral és una aplicació ètica del concepte epistemològic més ampli abans indicat. En el debat entre subjectivisme i objectivisme moral, el fal·libilisme moral manté una posició intermèdia: els patrons morals objectivament veritables existeixen, però no poden ser determinats concloentment per l'ésser humà. Això evita el problema associat a la flexibilitat del subjectivisme, la idea que la moral no és un afer de simple opinió, i duu al conflicte entre diferents moralitats objectives. Alguns defensors d'aquesta postura són Isaiah Berlin (pluralisme de valors) i Bernard Williams (perspectivisme).